# 1923 au Manitoba
Chronologie du Manitoba
- 1919
- 1920
- 1921
- 1922
- 1923
- 1924
- 1925
- 1926
- 1927

Cette page concerne des événements d'actualité qui se sont produits durant l'année 1923 dans la province canadienne du Manitoba.

## Politique
- Premier ministre : John Bracken
- Chef de l'Opposition :
- Lieutenant-gouverneur : James Albert Manning Aikins
- Législature :

## Naissances
- 6 avril : Albert Vielfaure, né à La Broquerie et mort le 12 décembre 2007 dans la même ville, est un homme politique du Manitoba au Canada. Il était membre du Parti libéral du Manitoba et siégea à l'Assemblée législative du Manitoba de 1962 à 1969. Albert Vielfaure était un franco-manitobain qui contribua activement à la vitalité économique et culturelle des communautés francophones du Manitoba.

- 9 avril : Bob Ballance (né à Winnipeg) est un joueur professionnel de hockey sur glace canadien.

## Décès
- Ambroise-Dydime Lépine, (né en 1840), personnalité politique métis, adjoint de Louis Riel, lors de la Rébellion de la rivière Rouge de 1869/1870.